# 요시모토 타카미
요시모토 타카미(Takami Yoshimoto, 1971년 10월 13일 ~ )는 일본의 배우이다.
오미야시에서 태어났다.

## 영화
- [[극장판 울트라 맨 X <왔다! 우리의 울트라맨>]] (2016년)
- 도쿄 느와르 (2004년) - 기타지마 역
- 잼 필름스 (2002년) - segment Pandora - Hong Kong Leg 역
- 네버랜드 (2001년)
- 링 - 라센 (1999년)
- 미나즈키 (1999년)
- 우르트라만티가 & 우르트라만다이나 (1998년)